# Tropodiaptomus kissi
Tropodiaptomus kissi is een eenoogkreeftjessoort uit de familie van de Diaptomidae. De wetenschappelijke naam van de soort is voor het eerst geldig gepubliceerd in 1978 door Dussart.